# Romano Denneboom
Romano Joel Denneboom (Schiedam, 29 gennaio 1981) è un ex calciatore olandese, di ruolo attaccante.

## Carriera

### Club

#### Heerenveen
Nato a Schiedam, Denneboom incomincia la sua carriera nelle squadre dilettantistiche dell'Hekelingen e dello Spijkenisse. Successivamente passa all'Heerenveen, con il quale debutta in Eredivisie il 6 febbraio 1999 nella partita persa 3-2 in casa del Willem II. Il suo contratto con l'Heerenveen valeva per cinque stagioni. In un primo momento viene utilizzato più che altro dalla panchina, mentre nella stagione 2002-2003 diventa l'attaccante titolare dei frisoni.

#### Willem II e N.E.C.
Nella stagione successiva viene ceduto in prestito al Willem II. Nella stagione 2004-05 viene ceduto definitivamente al NEC. Dopo due stagioni al NEC sia il PSV, sia il Twente si interessano a lui.

#### Twente
Quando alla fine della stagione 2006-07 il suo contratto scade sia il PSV sia il Twente lo stanno seguendo. Durante la finestra di gennaio 2007 il PSV si interessa a lui dopo la mancata firma di Albert Luque del Newcastle. Tuttavia Denneboom e il NEC si stancano delle tattiche dilatatorie del PSV e il 16 marzo 2007 annunciano il passaggio di Denneboom al Twente fino al 2010. Col Twente vince uno storico campionato.
Il 23 ottobre 2008 Denneboom segna il suo unico gol in Coppa UEFA nella vittoria contro il Racing Santander.
Il 1º settembre 2009 viene ceduto in prestito allo Sparta Rotterdam.

#### Arminia Bielefeld e Harkemase Boys
L'11 gennaio 2011 firma per l'Arminia Bielefeld sino a fine stagione. Il 16 novembre 2011 il giocatore è in trattativa col Luton Town, ma nel 2012 finisce all'Harkemase Boys, in terza serie olandese.

#### Ultime esperienze
Dopo un'esperienza al Lienden, dal 2014 al 2017 gioca le ultime partite in carriera al DHC Delft.

### Nazionale
Denneboom vanta una presenza con la nazionale olandese, nell'amichevole giocata il 3 settembre 2004 contro il Liechtenstein. Durante l'incontro l'attaccante rimpiazza Dirk Kuijt, anch'egli all'esordio con gli Orange.

## Palmarès

### Club

#### Competizioni nazionali
- Campionato olandese: 1

Twente: 2009-2010